# Гостенин, Александр Николаевич
Алекса́ндр Никола́евич Госте́нин (29 апреля 1955, Москва, РСФСР, СССР) — советский футболист и российский футбольный тренер.

## Карьера

### Клубная
Основных успехов в качестве футболиста добился в московском «Торпедо». Также выступал за «Кайрат» и «Нефтчи».

### Тренерская
Тренерскую карьеру начал помощником главного тренера в «Торпедо». Затем перешёл на должность главного тренера в барнаульское «Динамо», после чего вновь вернулся в «Торпедо», где работал тренером дубля. По ходу сезона-2004 был приглашён в «Томь», которую вывел в Премьер-лигу. На следующий год вновь вернулся в «Торпедо», так как не имел лицензии, позволяющей работать в Премьер-лиге. В 2006 году провёл 10 матчей в роли и. о. главного тренера «Торпедо». По итогам того, сезона московский клуб вылетел в Первый дивизион. В 2007 году отправился в Латвию помогать Сергею Петренко работать с «Даугавой», откуда вместе с Петренко затем ушёл в нижегородскую «Волгу». 1 июня 2011 года был назначен на должность старшего тренера «Тобола» из Костаная, в очередной раз став помощником Сергея Петренко. 19 сентября вместе с Сергеем Петренко был освобожден от занимаемой должности.

## Достижения

### Командные

#### Игрока
«Торпедо»
- Кубок СССР
  - Обладатель (1): 1986
  - Финалист (1): 1982

#### Тренера
«Томь»
- Первый дивизион
  - Вице-чемпион (1): 2004